# Гергель Понграц
Гергель Понграц (угор. Pongrátz Gergely, 18 лютого 1932, Герла — 18 травня 2005, Кішкунмайша, Угорщина) — угорський політичний активіст, один з командирів антикомуністичного Угорського повстання 1956 року. Командував повстанцями під час вирішального бою за «Пасаж Корвіна» в Будапешті 1-9 листопада 1956 року. Після придушення повстання зумів сховатися і емігрувати, проживав в Австрії, Іспанії, США. Брав участь в керівництві угорських емігрантських організацій. У 1991 році повернувся в Угорщину. Виступив одним із засновників праворадикальної партії Йоббік.

## Молодість
Народився в багатодітній сім'ї трансільванських угорців вірменського походження. Його батько в 1940 році очолював міську адміністрацію. З дитинства Гергель був вихований в дусі угорського націоналізму і антикомунізму.
У 1945 році, перед вступом до міста радянських військ, Понгратци перебралася в угорську Матесальку, потім — в село Шорокшар комітату Пешт-Пилиш-Шольтен-Кишкун. Сім'я отримала 13 акрів землі і зайнялася сільським господарством. Гергель Понгратц отримав відповідну освіту і працював агрономом. Він був вкрай вороже налаштований до комуністичному режиму Матяша Ракоші.

## Угорська революція
23 жовтня 1956 року почалася Угорська революція. Гергель Понгратц і четверо його братів негайно прибули в Будапешт і приєдналися до антикомуністичних повстанців. Вони вступили в загін Ласло Ковача, згрупований в торговому комплексі «Пасаж Корвіна» і прийняли бій з 33-ю гвардійською механізованою дивізією радянських військ.
29 жовтня генерал-майор угорської армії Дьюла Вараді почав переговори з Ковачем від імені командування 33-ї дивізії. Ковач схилявся до компромісу. Тоді 1 листопада він був відсторонений від командування, яке прийняв Гергель Понгратц. Під його керівництвом бої тривали ще вісім днів. Під час жовтнево-листопадових боїв Гергель Понгратц отримав прізвисько Bajusz - Вусатий. Носіння пишних вусів залишалося його стилістичною особливістю до кінця життя.
Формально 4-тисячний загін Понгратца підкорявся Палу Малетеру, але реально Понгратц самостійно визначав політичну лінію і військову тактику. Понгратц не визнавав керівництва Малетера, оскільки негативно ставився до уряду комуніста Імре Надя.
Бій за «Пасаж Корвіна» остаточно завершилося 9 листопада. Повстанські укріплення були взяті радянськими військами. Гергель Понгратц зумів вибратися з оточення і залишити Будапешт. В кінці листопада йому вдалося перетнути кордон і перебратися в Австрію.

## Життя в екзилі
У 1957 році Гергель Понгратц поїхав в США, працював на заводі в Чикаго. В 1959 році переїхав в Іспанію. Через 12 років знову повернувся в США, працював на свинофермі в штаті Аризона.
В еміграції Понгратц активно брав участь в діяльності угорських антикомуністичних організацій, був заступником Бели Кірая в Асоціації угорських борців за свободу. З 1982 року очолював Асоціацію. У жовтні 1967 року в Толедо Понгратц брав участь у спільній пам'ятній церемонії франкістських захисників Алькасару і будапештських повстанців.

## Повернення в Угорщину
Повалення комуністичного режиму в Угорщині дозволило Гергелю Понгратцу повернутися на батьківщину в 1991 році. Він очолював кілька організацій ветеранів революції 1956 ррку, був в керівництві Всесвітньої федерації угорців, заснував музей революції. Правонаціоналістичні і антикомуністичні погляди Понгратца не зазнали яких-небудь істотних змін з часів його молодості.
Восени 1997 року Гергель Понгратц був одним з лідерів селянського протестного руху. 65-річний Понгратц брав фізичну участь в зіткненнях з поліцією і отримав травми. У 2002 році він став одним із засновників ультраправої молодіжної асоціації, на наступний рік перетвореної в націоналістичну партію Йоббік. Складалася вона з націоналістично налаштованих студентів Будапештського університету.
4 вересня 1993 року Гергель Понгратц брав участь в церемонії перепоховання Міклоша Горті. У той же час він не був прихильником проведення урочисто-траурних церемоній, присвячених Імре Надю і Палу Малетеру.

## Смерть та вшанування
Гергелт Понгратц помер від серцевого нападу у віці 73 роки. Був похований за вірмено-католицьким обрядом. «Великою втратою для Угорщини» назвав смерть Понгратца прем'єр-міністр Ференц Дюрчань (представник соцпартії, ідейно-політичний противник покійного).
У 1989 і 1992 роках в Будапешті були видані мемуари Гергеля Понграца «Пасаж Корвіна 1956» (вперше книга побачила світ в 1982 році  в Чикаго).
Іменем Гергеля Понгратца названа одна з національних премій Угорщини.